# Arthur Goldmann
Arthur Goldmann (* 8. Februar 1863 in Lemberg; † 21. Januar 1942 in Wien) war ein österreichischer Historiker und Archivar.

## Leben und Wirken
Nach dem Besuch des Gymnasiums in Wien (1874 bis 1881) studierte Arthur Goldmann Geschichte und Germanistik an der Universität Wien, dort promovierte er 1885 bei Ottokar Lorenz mit einer Arbeit über Marsilius von Padua. Nach Studienreisen in Italien (1886 bis 1888) trat er in den Archivdienst. Zum einen betreute er das Familien-Archiv des Grafen Wilczek von 1893 bis 1938, zum anderen war er von 1895 bis 1929 am Universitätsarchiv Wien tätig, seit 1905 als dessen Leiter. Außerdem wirkte er von 1896 bis 1920 als Archivar am Haus-, Hof- und Staatsarchiv Wien, zuletzt als Sektionsrat bzw. Ministerialrat. Arthur Goldmann zählte unter anderem zu den hervorragendsten Kennern der mittelalterlichen österreichischen Bibliotheken, der Geschichte der Universität Wien und des Wiener Judentums. 

## Schriften
- Zwei unedierte Briefe des Abtes Johannes Trithemius. In: Studien und Mitteilungen aus dem Benediktiner- und dem Cistercienser-Orden, Bd. 4 (1883), S. 187–195.
- Drei italienische Handschriftenkataloge saec. XIII–XIV. In: Zentralblatt für Bibliothekswesen, Bd. 4 (1887), S. 137–155.
- Verzeichniss der Handschriftenkataloge der österreichisch-ungarischen Bibliotheken. Harrassowitz, Leipzig 1888.

- (Hrsg.): Das Judenbuch der Scheffstrasse zu Wien (1389–1420) (= Studien und Mitteilungen aus dem Benediktiner- und dem Cistercienser-Orden, Bd. 1). Braumüller, Wien 1908.
- Die Wiener Universität 1519–1740. In: Anton Mayer u. a. (Hrsg.): Geschichte der Stadt Wien. Bd. 6. Wien 1918, S. 1–205.
- Die Gesetze der Wiener Nationalbibliothek und Universitätsbibliothek und einige ältere Bibliotheksordnungen. Winkler, Linz 1926.
- Mittelalterliche Bibliothekskataloge Österreichs. Bd. 2: Niederösterreich, Register zum 1. Band. Holzhausen, Wien 1929 (Neudruck: Scientia-Verlag, Aalen 1974, ISBN 3-511-02672-5).
- Das verschollene Wiener Judenbuch (1372–1420). In: Studien und Mitteilungen aus dem Benediktiner- und dem Cistercienser-Orden, Bd. 11 (1936, Nachträge), S. 1–14.